# 斯托克斯芒德鎮區 (密蘇里州卡羅爾縣)
斯托克斯芒德鎮區（英語：Stokes Mound Township）是位於美國密蘇里州卡羅爾縣的一個行政鎮區。

## 地方資料
斯托克斯芒德鎮區的面積為91.13平方千米，當中陸地面積為91.06平方千米，而水域面積為0.07平方千米。根據2020年美國人口普查的數據，當地共有人口295人，而人口密度為每平方千米3.24人。